# Filip Vezmar
Filip Vezmar (...) è un ex giocatore di football americano serbo, che ha giocato nel ruolo di defensive back.